# Always Tell Your Wife
Always Tell Your Wife es un cortometraje de comedia británico de 1923 dirigido por Alfred Hitchcock y Seymour Hicks, después de que reemplazaran a un enfermo Hugh Croise. Solo uno de los dos carretes se sabe que sobrevive. Fue una nueva versión de la película de 1914 del mismo nombre.

## Sinopsis
Un hombre felizmente casado se encuentra en apuros cuando de forma inesperada regresa un antiguo amor.

## Reparto
- Seymour Hicks como el esposo - Jim Chesson
- Ellaline Terriss como la esposa - Mrs. Chesson
- Stanley Logan como Jerry Hawkes
- Gertrude McCoy como Mrs. Hawkes
- Ian Wilson como mensajero